# (5082) Nihonsyoki
(5082) Nihonsyoki est un astéroïde de la ceinture principale.

## Description
(5082) Nihonsyoki est un astéroïde de la ceinture principale. Il fut découvert le 18 février 1977 à Kiso par Hiroki Kosai et Kiichiro Hurukawa. Il est nommé après le livre Nihon shoki. Il présente une orbite caractérisée par un demi-grand axe de 3,13 UA, une excentricité de 0,13 et une inclinaison de 3,0° par rapport à l'écliptique.

## Compléments